# Codificación por transformación
La codificación por transformación es un tipo de compresión de datos para datos "naturales" como señales de audio o imágenes fotográficas. Normalmente, la transformación conlleva pérdida de información, resultando una copia de menor calidad que la entrada original.
En la codificación por transformación, el conocimiento de la aplicación se utiliza para elegir la información a descartar para, de esa forma, disminuir su ancho de banda. La información restante se puede comprimir mediante varios métodos. Cuando se descodifica la salida, el resultado puede no ser idéntico a la entrada original, pero se espera que sea lo suficientemente parecido para los propósitos de la aplicación.

## Televisión en color

### NTSC
Uno de los sistemas de codificación por transformación de mayor éxito no lo es como tal — el formato de color NTSC de televisión. Después de una larga serie de estudios en la década de 1950, Alda Bedford mostró que el ojo humano sólo tiene una alta resolución para el blanco y negro, algo menos para los colores de "medio rango" como amarillos y verdes, y mucho menos para los colores del final del espectro, rojos y azules.
Este conocimiento permitió a RCA desarrollar un sistema que descartara la mayor parte de la señal azul que venía de la cámara, manteniendo la mayor parte del verde y algo del rojo; esto es submuestreo de croma en el espacio de color YIQ.
El resultado es una señal con bastante menos contenido, que encajaría en los 6 MHz de las señales en blanco y negro existentes como una señal de fase diferencial modulada. El televisor muestra el equivalente a 350 píxels en una línea, pero la señal de televisión contiene la información suficiente para unos 50 píxels de azul y, quizá, 150 de rojo. Esto no es apreciable para el observador en la mayoría de los casos, ya que el ojo tiene sistemas sofisticados para "reconstruir" una imagen nítida basada en pistas sobre contrastes y bordes.

### PAL y SECAM
Los sistemas PAL y SECAM utilizan métodos muy parecidos para transmitir el color. En ambos sistemas, se aplica submuestreo.

## Digital
El término es mucho más utilizado en medios digitales y en el procesamiento digital de señales. El formato de imagen JPEG es un ejemplo de código de transformación que examina pequeños bloques de la imagen y "promedia" el color utilizando una transformada de coseno discreta para formar una imagen con muchos menos colores en total. MPEG modifica esto a través de las sucesivas imágenes en movimiento, reduciendo el tamaño en comparación con una serie de JPEGs. La compresión de audio MPEG analiza los datos transformados de acuerdo con un modelo psicoacústico que describe partes de la señal sobre la base de la sensibilidad del oído humano, de la misma forma que el modelo utilizado en la televisión.
El proceso básico de digitalizar una señal analógica es un tipo de codificación por transformación que usa muestreo digital.